# Brasão do Amazonas
O brasão do estado do Amazonas é o emblema heráldico e um dos símbolos oficias do estado brasileiro do Amazonas.

## História

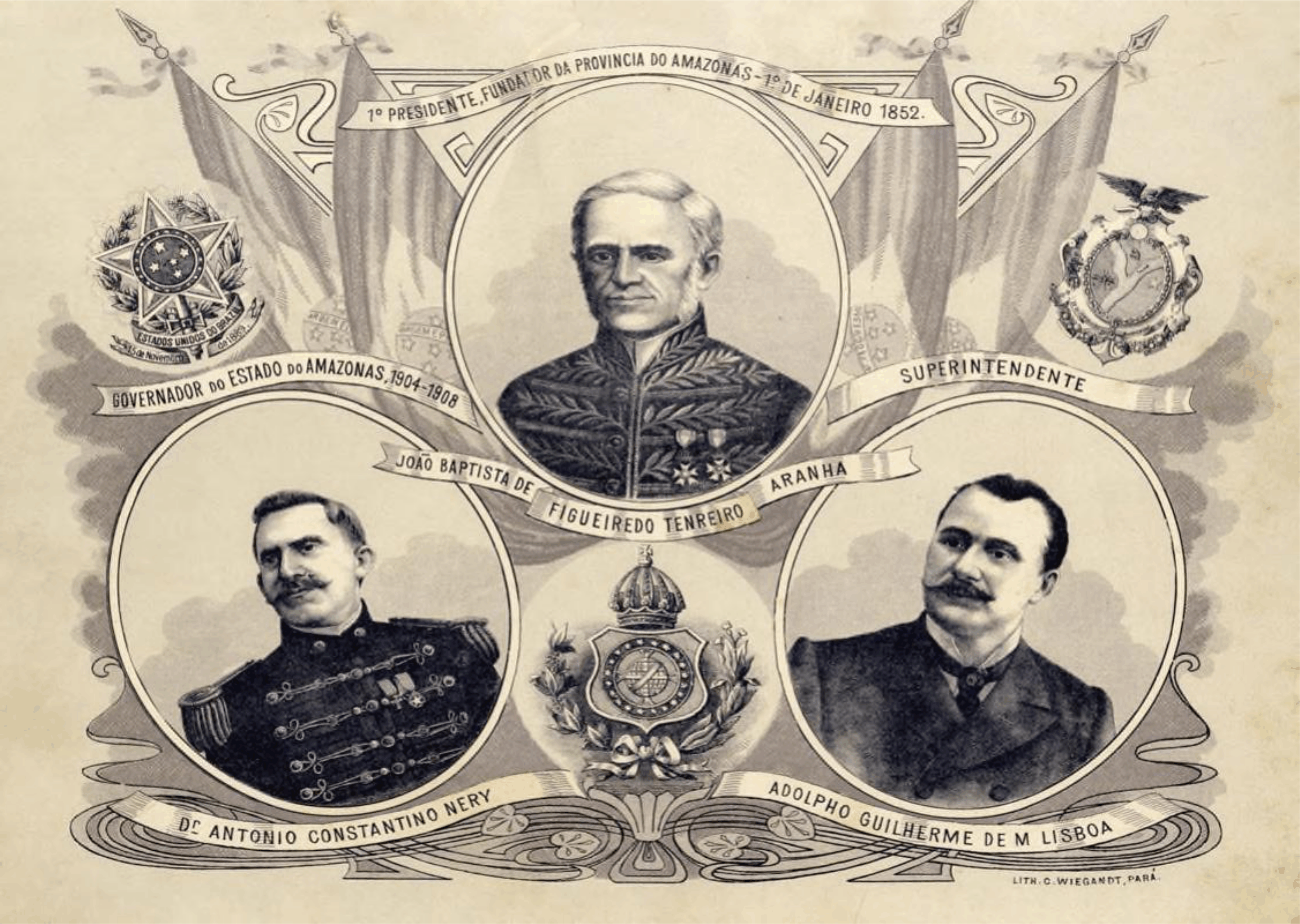
O Brasão compondo, com outros símbolos brasileiros, litografia em 1907.

Foi instituído pelo Decreto n. 204 de 21 de novembro de 1897, embora seu uso seja anterior a 1892, onde aparece na coleção de leis do estado daquele ano. Apresenta como feição principal a encontro dos rios Negro e Solimões, formando o rio Amazonas.

## Descrição heráldica
- ÁGUIA DA AMAZÔNIA: De asas abertas, unhas aduncas e o bico entreaberto, simboliza a grandeza e a força do povo do Estado.[5]
- SOL: Representa a luz, a vida e a justiça.
- A ELIPSE: Significa os rios, Solimões e Negro, na confluência formando a partir deste ponto o rio Amazonas.
- O CAMPO AZUL: Retrata o céu brasileiro.
- ESTRELA: Representa a paz e o progresso.
- NA JUNÇÃO DOS RIOS: Um barrete frígio, símbolo da lealdade do Amazonas à República.
- O CAMPO VERDE: Indica as florestas.
- PENAS E SETAS ENTRELAÇADAS: Representam a gênese da nacionalidade e a civilização moderna.
- A CORRENTE DE FERRO, ENVOLVENDO A ELIPSE: Representa estabilidade da autonomia política no Amazonas.
- OS EMBLEMAS DE NAVEGAÇÃO, LIGADOS POR UM LAÇO VERDE COM DUAS PONTAS DOBRADAS, PENDENDO DA CORRENTE NA PARTE DE BAIXO NA PONTA DIREITA - lê-se a inscrição 22 de junho de 1832, data em que a antiga Comarca do Amazonas se proclamou (por armas) como província independente.
- NA PONTA ESQUERDA - 21 de novembro de 1889, dia em que o Estado aderiu à revolução ingente, de 15 de novembro do mesmo ano.
- Do lado direito do escudo: Sobressaem os emblemas da indústria.
- Do lado esquerdo do escudo: Nascendo da âncora, os emblemas do comércio e agricultura.